# Befunge
Befunge — стековый эзотерический язык программирования. Считается двумерным, так как программа на Befunge записывается в таблицу со сшитыми краями (тор), по которой в различных направлениях перемещается интерпретатор, исполняя команды, расположенные в её ячейках. Название языка родилось из опечатки в слове «before».
Первая версия языка Befunge была создана Крисом Пресси в 1993 году. Как утверждал автор, его целью было разработать язык, максимально сложный для компиляции. Сложность обеспечивается командами p и g, модифицирующими текст программы.
Версия Befunge-93 ограничена таблицей 25X80 (стандартный размер текстового экрана) и потому не обладает тьюринговской полнотой. Befunge на бесконечной таблице полон по Тьюрингу.
Все одномерные языки программирования требуют некоторых синтаксических различий между комментариями и исходным кодом. В языке Befunge нет особого синтаксиса для комментариев, чтобы вставить документацию в код, программист просто «обводит» управление вокруг области комментария.

## Система команд Befunge
Ниже перечислены команды языка Befunge. Каждая команда кодируется одним ASCII-символом. Для стековых операций в скобках дан их эквивалент в языке Forth. Команды, берущие параметры из стека, удаляют их со стека.
| перемещение (9):                      | |
| >                                     | Двигаться вправо                                                                                          |
| <                                     | Двигаться влево                                                                                           |
| ^                                     | Двигаться вверх                                                                                           |
| v                                     | Двигаться вниз                                                                                            |
| _                                     | Двигаться вправо, если на вершине стека 0, иначе — влево.                                                 |
| \|                                    | Двигаться вниз, если на вершине стека 0, иначе — вверх.                                                   |
| ?                                     | Двигаться в случайном направлении                                                                         |
| #                                     | Пропустить следующую ячейку ("трамплин")                                                                  |
| @                                     | Конец программы                                                                                           |
| манипулирование со стеком (3):        | |
| :                                     | Поместить в стек копию вершины (forth:DUP)                                                                |
| \                                     | Обменять местами вершину и подвершину (forth:SWAP)                                                        |
| $                                     | Удалить вершину (forth:DROP)                                                                              |
| модификация кода программы (2):       | |
| p                                     | "PUT": со стека извлекаются координаты ячейки и ASCII-код символа, который помещается по этим координатам |
| g                                     | "GET": со стека извлекаются координаты ячейки; ASCII-код символа по этим координатам помещается в стек    |
| константы (2):                        | |
| 0-9                                   | Поместить число в стек                                                                                    |
| "                                     | Начало/конец символьного режима, в котором ASCII-коды всех текущих символов программы помещаются в стек   |
| стековые арифметические операции (5): | |
| +                                     | Сложение вершины и подвершины (forth:+)                                                                   |
| -                                     | Вычитание вершины и подвершины (forth:-)                                                                  |
| *                                     | Умножение вершины и подвершины (forth:*)                                                                  |
| /                                     | Целочисленное деление (forth:/)                                                                           |
| %                                     | Остаток от деления (forth:MOD)                                                                            |
| стековые логические операции (2):     | |
| !                                     | Отрицание: нуль на вершине заменяется на 1, ненулевое значение — на 0 (forth:0=)                          |
| `                                     | Сравнение "больше, чем": если подвершина больше вершины, в стек помещается 1, иначе 0 (forth:>)           |
| ввод-вывод (4):                       | |
| &                                     | Запросить у пользователя число и поместить его в стек                                                     |
| ~                                     | Запросить у пользователя символ и поместить в стек его ASCII-код                                          |
| .                                     | Распечатать вершину стека как целое число (forth:.)                                                       |
| ,                                     | Распечатать символ, соответствующий ASCII-коду на вершине стека (forth:EMIT)                              |

## Примеры программ
Бесконечный цикл:
```
>v
^< 
```

Программа, печатающая «Hello, World!»:
```
>                          v
@,,,,,,,,,,,,"Hello World!"<
```

Генератор случайных чисел:
```
 vv  <      <
     2
     ^  v<
  v1<?>3v4
     ^   ^
 >  >?>  ?>5^
     v   v
  v9<?>7v6
     v  v<
     8
  .  >  >   ^
 ^<
```

Вывод первых 14 (от 0 до 233) чисел Фибоначчи:
```
62*1+v>01p001>+v>\:02p\:02gv
     0       ^             <
     .         :p
     "         .1
        v 0," "<0
     "  >1g12-+:|
     ,          @
     >^
```